# Rudolf Koester (Literaturwissenschaftler)
Rudolf Koester (* 1936) ist ein deutsch-amerikanischer Literaturwissenschaftler und Hochschullehrer.

## Leben und Wirken
Der in Deutschland geborene Rudolf Koester (Köster) studierte Germanistik und Literaturwissenschaft in den USA. An der University of California, Los Angeles erwarb er 1958 den Bachelor- und 1959 den Magistergrad. Seine Promotion zum Ph.D. erfolgte dann 1964 an der Harvard University. An der University of California arbeitete er zunächst als Assistenzprofessor, 1969 wurde er außerordentlicher Professor und 1976 ordentlicher Professor für deutsche Literatur an der University of Nevada, Las Vegas. In den Ruhestand trat er 2001.
In seinen Veröffentlichungen zur deutschen Literatur beschäftigte sich Rudolf Koester vor allem mit Hermann Hesse, Jakob Wassermann und Hermann Broch.

## Veröffentlichungen (Auswahl)
- Hesse and the problem of ageing. In: Texas Studies in Literature and Language, Bd. 7 (1966), H. 4, S. 361–369.
- Hesse's music master. In: Forum for modern language studies, Bd. 3 (1967), H. 2, S. 135–141.
- Theodor Fontane Bibliography. A supplement. In: German Quarterly, Bd. 41 (1968), H. 4, S. 646–659.
- Hermann Hesse-Bibliographie. Versuch einer Ergänzung. In: Librarium, Bd. 15 (1972), S. 155–165.
- Hermann Hesse (= Sammlung Metzler, Abt. D, Bd. 136). Metzler, Stuttgart 1975, ISBN 3-476-10136-3.
- Joseph Roth (= Köpfe des XX. Jahrhunderts, Bd. 96). Colloquium-Verlag, Berlin 1982, ISBN 3-7678-0564-2.
- Hermann Hesses George-Bild. Eine Richtigstellung und Ergänzung. In: Roland Jost; Hansgeorg Schmidt-Bergmann (Hrsg.): Im Dialog mit der Moderne. Zur deutschsprachigen Literatur von der Gründerzeit bis zur Gegenwart. Jacob Steiner zum 60. Geburtstag. Athenäum-Verlag, Frankfurt/M. 1986, S. 335–346, ISBN 3-7610-8327-0.
- Hermann Broch (= Köpfe des XX. Jahrhunderts, Bd. 109). Colloquium-Verlag, Berlin 1987, ISBN 3-7678-0687-8.
- Hermann Broch in Amerika. Rezeption eines Exilanten und seiner Werke. In: Eckehard Czucka (Hrsg.): "Die in dem alten Haus der Sprache wohnen". Beiträge zum Sprachdenken in der Literaturgeschichte. Helmut Arntzen zum 60. Geburtstag. Aschendorff, Münster 1991, S. 439–452, ISBN 3-402-04628-8.
- "Spurensuche". Die Auswanderung des Johannes (John) Köster nach Nordamerika im Jahre 1858. Sein Leben in Zeugnissen, Dokumenten und Briefen. Verl. RM, Roter Morgen, Stuttgart 1993, ISBN 3-928666-11-8.
- Jakob Wassermann (= Köpfe des XX. Jahrhunderts, Bd. 122). Morgenbuch-Verlag, Berlin 1996, ISBN 3-371-00384-1.
- Jakob Wassermann, anti-semitism and German politics. In: Orbis litterarum, Bd. 53 (1998), H. 3, S. 179–190.
- Die Hesse-Rezeption in den USA. In: Regina Bucher (Hrsg.): "Höllenreise durch mich selbst". Hermann Hesse. Verlag Neue Zürcher Zeitung, Zürich 2002, S. 223–232, ISBN 3-85823-952-6.
- Hermann Hesse und Jakob Wassermann. In: Hermann-Hesse-Jahrbuch, Bd. 2 (2005), S. 93–103.